# Ле-Прем'є-Сапен
Ле-Прем'є-Сапен (фр. Les Premiers Sapins) — муніципалітет у Франції, у регіоні Бургундія-Франш-Конте, департамент Ду. Ле-Прем'є-Сапен утворено 1 січня 2016 року шляхом злиття муніципалітетів Атоз, Шанан, Отп'єрр-ле-Шатле, Но, Рантешо i Ванклан. Адміністративним центром муніципалітету є Но. Населення — 1560 осіб (01.01.2021).